# Et du fils
Et du fils est un film de Raymond Garceau produit en 1972. 

## Synopsis
Sur une île du fleuve Saint-Laurent encerclée par les glaces, un drame se joue entre un père et son fils. Dans un cadre sombre dominé par les émotions dures, le père est un homme âgé attaché aux traditions de ses ancêtres et à son domaine. Son fils, un jeune fêtard, qui rejette ces valeurs d’un autre temps le confronte profondément. 

## Fiche technique
- Réalisation : Raymond Garceau
- Production : Pierre Gauvreau
- Scénario : Vladimir Valenta et Raymond Garceau
- Images : André-Luc Dupont
- Montage : Pierre Lemelin
- Son : Joseph Champagne

## Distribution
- Paule Baillargeon
- Andrée Boucher
- Jocelyn Bérubé : L’Ami de Noël
- Paul Bussières
- Thérèse Cadorette
- Jacques Godin : Noël Boisjoli
- Réjean Lefrançois : Gaston Godefroy
- Ovila Légaré : François Godefroy
- Denise Morelle
- Maruska Stankova